# Gerhard Ellerborn
Gerhard Ellerborn (* 30. Juni 1517 in Aachen; † Januar 1571 ebenda) war Schöffe und Bürgermeister der Reichsstadt Aachen.

## Leben und Wirken
Gerhard Ellerborn stammte aus einer einflussreichen Familie ab, die ursprünglich in Münstereifel ansässig war und sich anfangs Elreborn schrieb und nach Übersiedlung in die Stadt Aachen dort zahlreiche Amtsträger hervorbrachte. Er war der Sohn des Bürgermeisters Johann Ellerborn sowie Bruder von Johann Ellerborn. Ab dieser Generation schrieb sich die Familie ausschließlich Ellerborn.
Spätestens ab dem Jahre 1541 gehörte Gerhard Ellerborn ebenso wie sein Bruder dem Schöffenkollegium Aachens an. Bereits einige Jahre zuvor, ca. ab 1538, bekleidete er das Amt des Meiers von Burtscheid und wurde ab 1558 zum Sendschöffen ernannt. In den Jahren 1549, 1559, 1563 und 1566 wurde Ellerborn zum Bürgermeister der Freien Reichsstadt Aachen gewählt, wobei nicht auszuschließen ist, dass er auch über mehrere Amtszeiten dieses Amt geführt haben könnte, da die Listen – auch in Hinblick auf die Amtszeiten seines  im gleichen Zeitraum amtierenden Bruders – widersprüchlich sind und daher Verwechslungen nicht ausgeschlossen werden können.
Gerhard Ellerborns Amtszeiten fielen in eine Zeit der zunehmend eskalierenden Aachener Religionsunruhen, wobei er ebenso wie sein Bruder eine strikte katholische Position vertrat. Er war in erster Ehe verheiratet mit Maria von Belderbusch, mit der er acht Kinder bekam. Nach dem Tod seiner Frau heiratete er noch Katharina von Roide, eine Enkelin des Bürgermeisters Johann von Roide, die ihm noch drei weitere Kinder gebar, darunter den späteren Bürgermeister Johann Ellerborn.